# Xã Sigel, Quận Brown, Minnesota
Xã Sigel (tiếng Anh: Sigel Township) là một xã thuộc quận Brown, tiểu bang Minnesota, Hoa Kỳ. Năm 2010, dân số của xã này là 344 người.